# Rüdiger Schnuphase
Rüdiger Schnuphase, född 23 januari 1954 i Erfurt i Östtyskland, är en östtysk fotbollsspelare som tog OS-silver i fotbollsturneringen vid de olympiska sommarspelen 1980 i Moskva.